# دهستان ایثار
دهستان ایثار، یکی از دهستان‌های بخش ایثار شهرستان مروست در استان یزد ایران است. مرکز این دهستان، روستای کرخنگان است.

## جمعیت
بر پایه سرشماری عمومی نفوس و مسکن در سال ۱۳۹۵، جمعیت دهستان ایثار برابر با ۲٬۱۰۴ نفر بوده‌است.